# Sofia Albertina da Suécia
Sofia Maria Luísa Frederica Albertina da Suécia (Estocolmo, 8 de outubro de 1753 - Estocolmo, 17 de março de 1829) foi a última princesa-abadessa da Abadia de Quedlimburgo e, como tal, governava como vassala do Sacro Império Romano-Germânico.
Sofia Albertina era filha do rei Adolfo Frederico da Suécia e da princesa Luísa Ulrica da Prússia, sendo assim uma princesa da Suécia, de Holsácia-Gottorp e irmã do rei Gustavo III da Suécia. Pertencia à Academia de São Lucas.
Recebeu os seus dois nomes em honra das suas duas avós: a rainha prussiana Sofia Doroteia de Hanôver, e a marquesa Albertina Frederica de Baden-Durlach.

## Na corte sueca

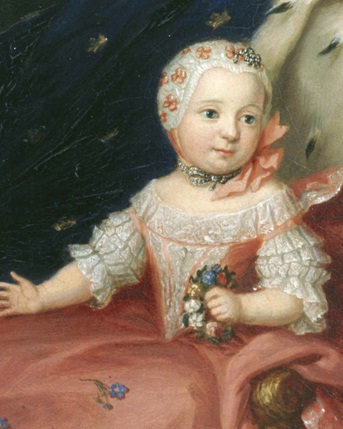
Sofia Albertina da Suécia
Ulrika Pasch, c. 1750
Museu Nacional de Belas-Artes

Sofia Albertina e o seu irmão mais novo, o duque Frederico Adolfo, eram os filhos preferidos da sua mãe e também eram muito chegados um ao outro. Sofia vivia na corte da mãe sob um controlo rigoroso até à morte desta em 1782. Durante o conflito de 1778, quando a sua mãe, a rainha-viúva, apoiou o rumor de que o seu irmão, o rei Gustavo III, tinha entregue a tarefa de produzir um herdeiro para a coroa ao conde Frederick Adolf Munk, Sofia e o irmão Frederico ficaram do lado da mãe. Em 1780, quando a carruagem da rainha-viúva e de Sofia se cruzou com as carruagens do rei e da rainha, Sofia evitou uma discussão acenando para o casal, o que ocultou a sua mãe da perspectiva do imão e da cunhada. Em 1781, Sofia envolveu-se num conflito com o seu irmão, o rei, que esteve perto de a banir da corte quando a sua mãe se recusou a cumprir o cerimonial que devia à rainha, mas a situação resolveu-se graças à intervenção de outra cunhada sua, a duquesa Edviges de Holsácia-Gottorp. Após a morte da sua mãe, Sofia e o irmão Frederico queimaram alguns dos seus papéis antes de o rei os poder ver. Foi construído um palácio em Estocolmo para sua residência oficial, o Arvfurstens Palats.
Sofia Albertina não era considerada bonita ou inteligente, mas gostava de festas e participava alegremente nas festividades da corte de Gustavo III. Segunda a sua cunhada Edviges, Sofia tinha bom coração, mas era muito temperamental e difícil de controlar. No geral, dizia-se da princesa que era generosa e preocupada, mas enfurecia-se facilmente. Sofia não gostava de ver mulheres a ser maltratadas e intervinha muitas vezes quando sabia que uma mulher da corte tinha sido insultada ou maltratada de qualquer maneira, tal como quando considerou que o seu irmão Gustavo tratou as damas-de-companhia que participaram numa peça de teatro amadora, à sua ordem, de forma demasiado bruta e quando a sua cunhada não teve um bom lugar no teatro, o que levou Sofia a acusá-la de não defender os seus direitos. Também intercedeu em favor de Magdalena Rudenschöld durante a conspiração de Armfelt e conseguiu fazer com que a sua sentença de morte fosse revogada. Durante uma sessão parlamentar em 1789, quando Gustavo III entrou em conflito com a nobreza, Sofia juntou-se à sua cunhada em protesto, recusando-se a estar presente na corte.
Sofia Albertina interessava-se por teatro e dança apesar de, segundo Axel von Fersen, não ser muito boa em nenhuma das artes, e participava nas peças de teatro amadoras na corte. Também se interessava por cavalos e caça e tinha pelo menos treze cães. Pintava em pastel e fazia retratos de perfil e caricaturas. Durante uma visita a Roma em 1793, foi introduzida na Academia de São Lucas.

## Vida privada
Os planos de casamento para Sofia começaram cedo. Em 1772, o seu irmão Gustavo, que ainda não tinha consumado o seu casamento, teve a ideia de entregar a responsabilidade de produzir herdeiros aos seus irmãos mais novos e Sofia e Carlos foram os primeiros a ser considerados para a tarefa. Entre os possíveis maridos estavam o seu primo, o príncipe Pedro de 	Holsácia-Gottorp, mas esse plano foi abandonado em 1780, e o rei Estanislau II Augusto da Polônia, que não passou de um rumor.
Sofia era por vezes chamada de "A princesa com o coração de gelo", contudo, existe uma lenda conhecida entre o povo de Estocolmo que pode provar que a princesa não estava completamente isolada de uma vida amorosa. Existiam rumores conhecidos e persistentes de que Sofia tinha dado à luz uma criança algures entre 1785-86. Por vezes diz-se que a criança era um filho chamado Peter Niklas ou então uma filha chamada Sofia em sua honra. Já se sugeriu que o local de nascimento tinha sido Allmänna Barnbördshuset, um hospital público onde as mulheres podiam dar à luz com as caras tapadas com uma máscara para manter o seu anonimato. A filha foi supostamente criada por pais adoptivos e teve um casamento arranjado com um mercador rico. O rumor nunca foi confirmado e a sua autenticidade é desconhecida. Alguns afirmaram que o pai seria o conde Fredrik Vilhelm von Hessenstein, filho do rei Frederico I da Suécia e da sua amante Hedvig Taube. Outros sugeriram que o pai era Gustav Badin, o seu mordomo africano, mas não existem relatos de que a criança fosse mestiça.
Fredrik Vilhelm é frequentemente apontado como o grande amor da vida de Sofia e diz-se que sempre foi o seu desejo casar com ele, mas a união foi proibida pelo seu irmão Gustavo devido ao facto de a mãe de Fredrik ser uma amante real. Uma amiga chegada de Sofia, Caroline Rudenschöld, fala deste assunto numa carta datada de 1792, onde faz referência aos dois homens que interessavam à princesa. Caroline disse que estava preocupada com uma confidência que a princesa lhe tinha feito, mas que tinha a certeza de que Sofia faria "tudo o que está ao seu alcance para ultrapassar esta paixão infeliz" e "recorrer ao seu bom senso para ser mais forte do que ela", acrescentando também que "posso compreender que esta sua inclinação é muito mais infeliz que a última."

## O caso Lolotte Forssberg
Em 1795, aconteceu o caso Lolotte Forssberg e despertou bastante atenção. Forssberg era a camareira e irmã adoptiva de Sofia Albertina. Nesse ano, Sofia encontrou uma carta anónima onde se dizia que a camareira era a sua irmã secreta. Sofia ordenou então uma investigação e acreditou que tinha razões para acreditar que o conteúdo da carta era realmente verdadeiro e, por isso, resolveu assumir responsabilidade pela camareira e começou a tratá-la oficialmente como sua irmã. Durante algum tempo acreditou que Lolotte era a sua irmã legítima e que os seus pais tinham tido os seus motivos para esconder o seu nascimento, exigindo que ela fosse reconhecida. Esta atitude causou escândalo, não só na Suécia, mas também na Alemanha onde os seus parentes maternos, a família real prussiana, mostrou a sua reprovação pelo caso, afirmando que Sofia estava a ser enganada. É realmente provável que Lolotte fosse sua irmã, mas apenas pelo lado do pai, visto que se acreditava que a camareira era fruto de uma relação do rei com uma dama-de-companhia. Em 1799, foi a própria Sofia que afirmou que ela era apenas sua meia-irmã ilegítima e arranjou o seu casamento com um cortesão, o conde Magus Stenbock, mantendo-a perto de si na corte. Algum tempo depois surgiram rumores de que Lolotte era, na verdade, filha de Sofia, mas tal é improvável visto que a camareira nasceu em 1766 e o filho que terá resultado da relação de Sofia com Fredrik tinha nascido em 1785. Lolotte foi a companhia de Sofia toda a sua vida e foi a sua única herdeira quando Sofia morreu.

## Abadessa de Quedlimburgo

Sofia Albertina
Por Jakob Björck
Museu Nacional de Belas-Artes

Em 1767, Sofia Albertina recebeu o título de coadjutora da Abadia de Quedlimburgo do seu tio materno, o rei Frederico II da Prússia.
Em 1787, um ou dois anos depois do suposto nascimento em segredo do seu filho, Sofia sucedeu à sua tia materna, a princesa Ana Amélia da Prússia, como princesa-abadessa de Quedlimburgo, um convento de mulheres protestantes na Alemanha. Como tal, passou a ser a monarca reinante de um pequeno estado alemão que estava sob a alçada do Sacro Império Romano-Germânico.
Quando chegou a esta posição, Sofia recebeu uma oferta do rei da Prússia, Frederico II, que desejava "aliviá-la" do seu posto através da compra do reino de Quedlimburgo com a intensão de o anexar ao Reino da Prússia. Sofia recusou a oferta, afirmando que não podia acreditar que o seu tio estava a falar a sério. A princesa viajou até Quedlimburgo em 1787 e foi oficialmente nomeada abadessa no dia 15 de Outubro desse ano.
Como princesa-abadessa, Sofia esteve muito envolvida na governação da cidade de Quedlimburgo e os testemunhos afirmam que o seu reinado foi popular. Abriu escolas para crianças pobres, fundou o primeiro teatro da cidade e aumentou o salário dos vigários. Na altura havia o rumor de que as mulheres nobres que engravidassem fora do casamento iam a Quedlimburgo dar à luz os seus filhos ilegítimos em segredo. Sofia levou consigo uma corte de cinquenta pessoas e recebia convidados com frequência, principalmente os seus parentes alemães. A princesa esteve em Quedlimburgo pela primeira vez entre 1787 e 1788, depois durante uma segunda temporada entre 1792 e 1795 e, finalmente, entre 1799 e 1803.
Em 1803, durante a Mediatização Alemã, o estado de Quedlimburgo foi dissolvido e Sofia Albertina foi automaticamente deposta do seu trono, apesar de lhe ter sido assegurado um rendimento do estado para o resto da vida.

## Últimos anos
Após a dissolução da Abadia de Quedlimburgo, Sofia Albertina não voltou a sair da Suécia. Não era chegada ao herdeiro eleito, o duque Carlos Augusto de Augustenburg, uma vez que este não apreciava a companhia de mulheres. Apesar de tudo, Carlos ofereceu-lhe a posição de abadessa do convento dinamarquês de Vallo, depois de em 1809 o governo ter cancelado a sua pensão e o rendimento de Quedlimburgo começar a ser irregular, mas Sofia recusou a oferta. Durante o reinado do seu irmão Carlos XIII raramente apareceu na corte, uma vez que o rei não gostava de Lolotte Forssberg, que se dizia dominar completamente Sofia nos seus últimos anos de vida.
Sofia também não tinha proximidade com a nova dinastia Bernadotte, mas durante os seus últimos anos de vida, passou muito tempo com o casal herdeiro, visto que tinha consciência da importância da sua posição como último membro da antiga dinastia. Participou em todas as cerimónias da corte até à sua morte: no casamento do príncipe-herdeiro Óscar em Estocolmo, em 1823, foi ela quem colocou a tiara na cabeça da princesa Josefina de Leuchtenberg e, em 1826, ainda viu o nascimento do futuro rei Carlos XV da Suécia, tendo sido incumbida da tarefa de anunciar ao rei que tinha tido um filho varão.